# Ulfrid Neumann
Ulfrid Neumann (* 20. August 1947 in Seligenstadt) ist ein deutscher Jurist und Hochschullehrer.

## Leben
Neumann studierte Rechtswissenschaften in Tübingen und München. In München legte er 1971 das erste und 1974 das zweite Staatsexamen ab. In der Folge arbeitete er als wissenschaftlicher Assistent am dortigen Institut für Rechtsphilosophie und Rechtsinformatik. 1977 promovierte er bei Arthur Kaufmann in München, 1983 folgte die Habilitation.
Nach Erhalt der Venia legendi (für Strafrecht, Strafprozessrecht, Rechtsphilosophie und Rechtssoziologie) war Neumann von 1983 bis 1987 ein erstes Mal an der Universität Frankfurt als Professor für Rechtsphilosophie tätig. 1987 wechselte er an die Universität des Saarlandes in Saarbrücken, wo er bis 1994 einen Lehrstuhl für Strafrecht, Strafprozessrecht, Rechtsphilosophie und Rechtssoziologie innehatte. Seit 1994 lehrt und forscht er wieder an der Universität in Frankfurt, wo er den Lehrstuhl für Strafrecht, Strafprozessrecht, Rechtsphilosophie und Rechtssoziologie bekleidete. Im Jahr 2018 wurde Ulfrid Neumann emeritiert, er ist aber weiterhin in der Forschung tätig.
Neumann ist Mitglied zahlreicher Vereinigungen, wie der Internationalen Vereinigung für Rechts- und Sozialphilosophie (IVR), deren Präsident er von 2011 bis 2015 war und deren Ehrenpräsident er seit Juli 2019 ist.  Er ist Ehrendoktor der Universitäten Athen und Luzern.

## Werke (Auswahl)
- Rechtsontologie und juristische Argumentation. Heidelberg/Hamburg 1979, ISBN 3-7685-0779-3. (Dissertation)
- Zurechnung und „Vorverschulden“. Vorstudien zu einem dialogischen Modell strafrechtlicher Zurechnung. Duncker & Humblot, Berlin 1985, ISBN 3-428-05764-3. (Habilitationsschrift)
- Juristische Argumentationslehre. Wissenschaftliche Buchgesellschaft, Darmstadt 1986, ISBN 3-534-09117-5. (Mit Übersetzungen ins Griechische, Koreanische und Japanische)
- Wahrheit im Recht. Zu Problematik und Legitimität einer fragwürdigen Denkform. Nomos, Baden-Baden 2004, ISBN 3-8329-0910-9.
- Recht als Struktur und Argumentation. Nomos, Baden-Baden 2008, ISBN 978-3-8329-3496-5.
- Nomos-Kommentar zum Strafgesetzbuch. 5. Auflage. Nomos, Baden-Baden 2017. (Mitherausgeber und -autor).